# سيلا شاهين
سيلا شاهين (بالتركية: Sıla Şahin)‏ هي ممثلة وعارضة أزياء ألمانية من أصل تركي ولدت في يوم 3 ديسمبر 1985 في برلين الغربية في ألمانيا، أشتهرت بعد تمثيلها دور أيلا أوزغول في المسلسل التلفزيوني الألماني غوته زايتن، شليخته زايتن، كما أنها إشتركت في مسابقة Let's Dance في ألمانيا.

## البلاي بوي الألماني
في مايو 2011 قامت سيلا شاهين بنشر صور عارية لها في مجلة بلاي بوي في النسخة الألمانية، أثار هذا الشئ غضب أفراد من عائلتها المسلمة المحافظة وذكروا أن هذا مخالف لعرفهم، في مقابلة لها في مجلة، صرحت شاهين أن ما فعلته واحد من أشكال التحرر وأنها قريبة لمفهوم الثورة التي وصفها تشي جيفارا، وأضافت: أن نشأتي كانت محافظة، كان دائماً يقال لي أن أن لا أخرج من البيت، وأنه يجب أن لا أظهر مثيرة، وأن لا أصادق شبان، وأنا كنت دائماً مجبرة على أن أنفذ ما يقوله الرجال لي. إلا أن نتيجة ذلك كانت رغبتي الشديدة للتحرر، وشعرت أني مثل جيفارا، وأنني أستطيع فعل أي شئ أريده وإلا أنني سأفضل أن أكون ميتة إن لم أفعل ذلك.

## الحياة الشخصية
ولدت شاهين لأب ممثل عاش في برلين، ويبلغ طولها 171 سم وتستطيع شاهين التكلم باللغات الألمانية و التركية و الكردية و الإنجليزية. في سنة 2010 إرتبطت بالممثل والمغني الألماني يورن شلونغفويت وإنفصلت عنه في سنة 2014 بعد ذلك في سنة إرتبطت بلاعب كرة القدم الألماني ذي الأصل التركي إلكاي غوندوغان وثم إنفصلت عنه بعد أشهر بعد خلاف نشب بينهما، بعد ذلك إرتبطت بلاعب نادي هانوفر النمساوي سامويل شاهين رادلنجر وتزوجا في يونيو 2016.

## وصلات خارجية
- سيلا شاهين على موقع IMDb (الإنجليزية)
- سيلا شاهين على موقع ألو سيني (الفرنسية)
- سيلا شاهين على موقع أول موفي (الإنجليزية)
- سيلا شاهين على موقع قاعدة بيانات الفيلم (الإنجليزية)
- سيلا شاهين على موقع كينوبويسك (الروسية)
- سيلا شاهين في قاعدة بيانات الأفلام على الإنترنت